# Иркутск-Новый

Модель пассажирского терминала «Иркутск-Новый», представленная на V Байкальском экономическом форуме в сентябре 2008 года

Аэропо́рт «Ирку́тск-Но́вый» — предполагаемый международный гражданский аэропорт I класса в 24 км к северо-востоку от города Иркутска в районе деревни Позднякова.
В настоящее время строительство аэропорта отложено на неопределённый срок.

## История проекта
Действующий международный аэропорт «Иркутск» расположен в черте города и вызывает ряд нареканий, связанных с частыми туманами от реки Ангары, а также компактной застройкой вокруг территории аэродрома. Эти факторы значительно ограничивают возможности развития инфраструктуры аэропорта, которая в настоящий момент нуждается в существенной модернизации. Проект строительства нового аэропорта за пределами города обсуждается уже более 40 лет, однако его предварительная разработка началась только в 2008 году. Проектирование аэропорта значительно затянулось из-за сложностей в выборе площадки для строительства. Вокруг Иркутска находится много военных объектов, а для начала проектно-изыскательных работ необходимо было получить согласование со всеми военными ведомствами. Изначально рассматривалось более 30 площадок для строительства. Одной из наиболее подходящих называли площадку в Ключевой Пади в 24 км от Ангарска, однако против строительства выступил Иркутский авиазавод, поскольку недалеко от площадки находятся стрельбище и полигон ведомства, где проводят испытания самолётов. Мнение «Международного центра по обогащению урана» (МЦОУ), расположенного в городе Ангарске, и «Росатома» даже не запрашивалось.
Вариант размещения аэропорта в Поздняково рассматривался ещё в 1990-х годах. Тогда эту площадку отвергли из-за близкого расположения части ракетных войск стратегического назначения и спортивного аэродрома РОСТО в селе Оёке. ФГУ «Главгосэкспертиза России» дало отрицательное заключение по этому варианту в 1995 и 1996 годах.
Однако в июле 2008 года Министерство обороны дало разрешение на строительство аэропорта при условии смещения объекта на 4 градуса и передислокации военных объектов РВСН за счёт сметы строительства нового аэропорта (несколько миллиардов рублей). После согласования с Министерством транспорта и Росавиацией площадка в Поздняково вновь не была окончательно утверждена, так как Главгосэкспертиза России в третий раз дала отрицательное заключение по варианту «Поздняково».
В сентябре 2022 года Министерство обороны согласовало площадку в деревне Позднякова Заявляется, что к этому моменту выбрано место, разработаны схемы воздушных подходов, маневрирования с учетом будущего расположения аэродрома и влияния строительства на окружающую среду..
В 2024 году правительство РФ не согласовало размещение нового аэропорта.

## Проектирование
В июле 2009 года специалисты научно-исследовательского института гражданской авиации «Аэропроект» сдали заказчику проектно-изыскательскую документацию и генеральный план строительства. Стоимость реализации проекта около 40 млрд рублей, однако ФГУП «Администрация гражданских аэропортов» вернуло документы на доработку.
В августе 2009 года специалисты «Аэропроекта» вновь предприняли попытку сдать документацию, но уже со стоимостью проекта в 53 млрд рублей, ФГУП «Администрация гражданских аэропортов» вновь отправило проект на доработку. Не была учтена стоимость передислокации военных объектов и стоимость перемещения 23 миллионов кубометров грунта для выравнивания площадки строительства.
Ранее по Поздняково были отрицательные заключения Главэкспертизы от 07.08.1995 № 4-1/17-299 и от 24.04.1996 № 4-1/17-369.
30 января 2015 года были рассмотрены текущие варианты реконструкции старого терминала аэропорта и строительства нового.
Указом Президента России аэропорт передан в собственность Иркутской области 1 апреля 2015 года.

### Аэропортовый комплекс
Планируется[кем?] строительство аэродрома класса «А» со взлётно-посадочной полосой размером 4200×60 метров, сети рулёжных дорожек и перронов, объектов радиотехнического обеспечения, а также грузового и пассажирского терминала суммарной пропускной способностью 2800 пасс./час и гостиницы.
На перроне предусматривается[кем?] 28 мест стоянки для воздушных судов различных классов. Общая площадь территории 990 га, в том числе 740 га — основная площадка под аэродром класса «А», 250 га — перспективное размещение второй взлётно-посадочной полосы в 3 км к западу от основной полосы.

### Транспортное сообщение
Основная автомобильная трасса будет соединять аэропорт с Иркутском через посёлок Плишкино, другая дорога свяжет аэропорт с деревней Позднякова. Кроме того, планируется построить отдельную железнодорожную ветку для курсирования аэроэкспресса, а также керосинопровод.

### Планируемая нагрузка
Предполагается, что аэропорт будет обслуживать авиарейсы Иркутской области и прежде всего способствовать развитию международного туризма на Байкале. Существуют планы создания логистического центра на базе особой экономической зоны портового типа, в которую войдёт аэропорт.